# Polnisches Kulturzentrum München

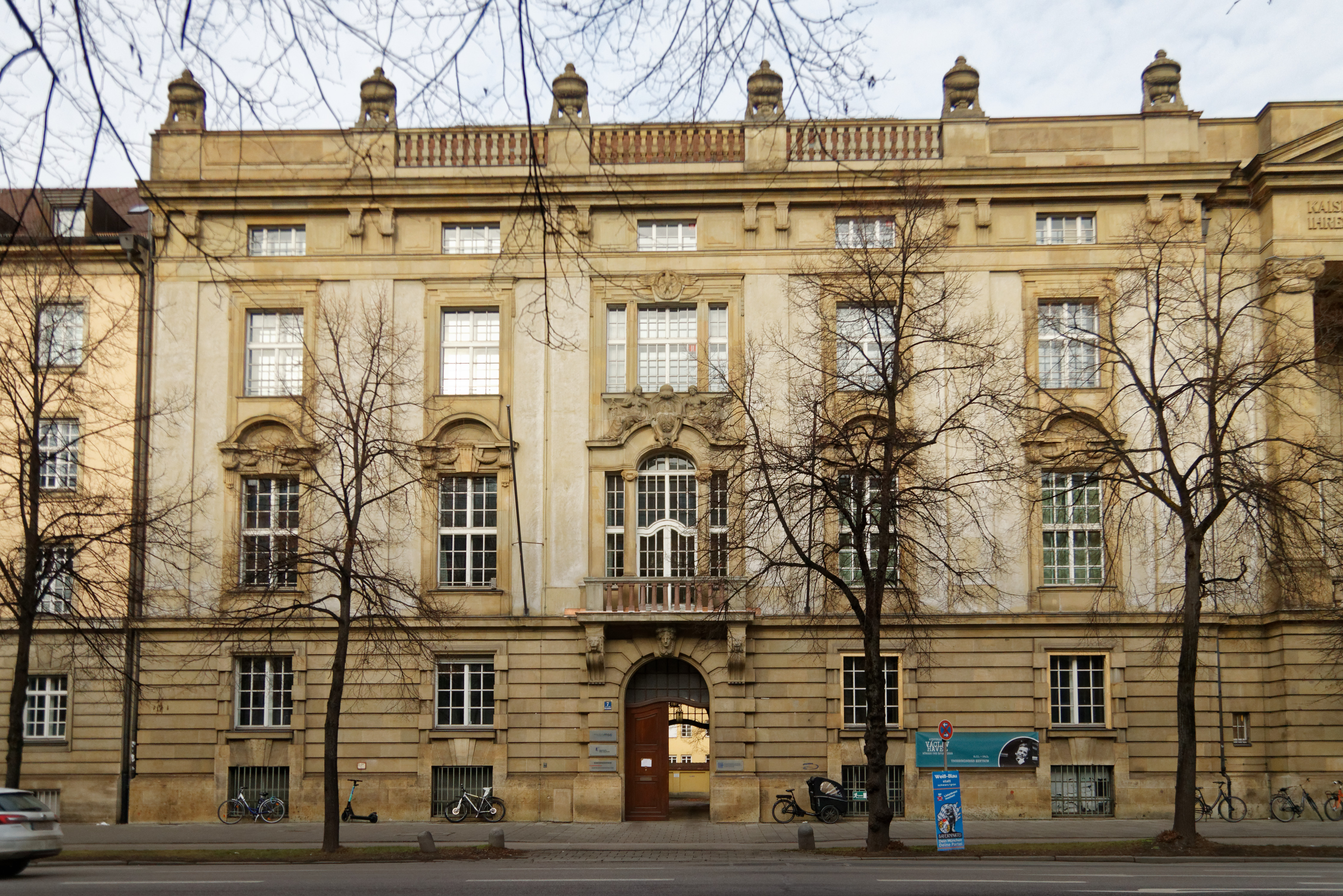
Sitz des Polnischen Kulturzentrum in der Prinzregentenstraße 7 in München

Das Polnische Kulturzentrum (poln. Centrum Kultury Polskiej) München befindet sich in der Prinzregentenstraße 7 im Erdgeschoss, im ehemaligen Gebäude der Bayerischen Staatskanzlei. Es wurde im Jahr 2001 eröffnet.

## Beschreibung
Das Kulturzentrum hat nicht den Status eines Kulturinstituts wie die polnischen Institute in Berlin, Leipzig und Düsseldorf: Es ist die Kulturabteilung des Generalkonsulats der Republik Polen München, jedoch mit einer eigenen Galerie. Hier finden jährlich mehrere kulturelle Veranstaltungen aus den Bereichen Kunst, Literatur, Musik und Bildung statt. Das Kulturzentrum wird von dem Konsul für Kultur, einem Mitarbeiter des polnischen Auswärtigen Amtes, in der Regel jeweils für vier Jahre lang, geleitet.
Das Kulturzentrum wurde zuletzt von Konsulin Malgorzata Tyszkiewicz geleitet und bemüht sich um die Förderung guter Beziehungen im kulturellen Bereich: Das Veranstaltungsprogramm richtet sich sowohl an Deutsche als auch Polen.